# Distenia nigrosparsa
Distenia nigrosparsa là một loài bọ cánh cứng trong họ Cerambycidae.